# Fiebrigella inquilina
Fiebrigella inquilina är en tvåvingeart som först beskrevs av Friedrich Georg Hendel 1933.  Fiebrigella inquilina ingår i släktet Fiebrigella och familjen fritflugor. Inga underarter finns listade i Catalogue of Life.